# 渡辺奨子
渡辺 奨子（わたなべ しょうこ、1989年4月26日 - ）は千葉県出身のグラビアアイドル、レースクイーン。
アヴィラに所属していた。

## 人物・来歴
- 2009年エンドレススポーツ エンドレスレディ[1]。
- ミスマガジン2009 セミファイナリスト[2]。
- Zakzak主催第2回グラビアアイドル大賞新人賞候補[3]。
- 趣味は料理、健康に関すること、ヨガ。特技は書道（十段）。

## 出演

### TV
- さまぁ〜ず式 （2008年12月、TBS）
- カンコーヒーサワーって飲み物？ レギュラー（2009年4月-、エンタ!371）
- グラビアの美少女 #453 （2009年9月、MONDO21）
- チャンネル生回転TV Newsザップ!（2014年-、BSスカパー!）

### インターネット放送
準レギュラー
- あっ!とおどろく放送局　折原みかのアバンギャル道

## 有線
レギュラー
- アイドル・パーティー（2009年3月-　USEN・SOUND PLANET C/G-28 ASIAN美少女FILE）